# Белослудское сельское поселение
Белослудское сельское поселение или муниципа́льное образова́ние «Белослу́дское» — муниципальное образование со статусом сельского поселения в Красноборском муниципальном районе Архангельской области.
Соответствует административно-территориальной единице в Красноборском районе — Белослудскому сельсовету.
Административный центр — деревня Большая Слудка.

## География
Белослудское сельское поселение находится на юге Красноборского района Архангельской области, в правобережье Северной Двины, ниже устья Уфтюги.

## История
Муниципальное образование было образовано в 2006 году.
Ранее, эта территория входила в состав Белослудского стана Двинской трети Устюжского уезда Архангелогородской губернии, затем — в состав Белослудского стана Красноборского уезда. Затем Березонаволоцкое и Толщинское сельские общества Березонаволоцкой волости вошли в состав I стана Сольвычегодского уезда.

## Население
| 2005 | 2010 | 2011 | 2012 | 2013 | 2014 | 2015 | 2016 | 2017 |
| ---- | ---- | ---- | ---- | ---- | ---- | ---- | ---- | ---- |
| 835  | ↘625 | ↘623 | ↘607 | ↘576 | ↘551 | ↘519 | ↘517 | ↘492 |
| 2018 | 2019 | 2020 | 2021 | 2023 |      |      |      |      |
| ↘489 | ↘488 | ↘462 | ↘424 | ↘409 |      |      |      |      |

Генетика
Исследования гаплогрупп митохондриальной ДНК показали, что популяции русских Ошевенского (Каргопольский район) и Белой Слуды (Красноборский район) расположены внутри кластера уральских популяций. В северных популяциях русских Ошевенского, Белой Слуды и Парфино (Новгородская область) обнаружены статистически достоверные различия распределений частот аллельных вариантов от таковых в ряде других восточнославянских популяций, где наблюдается большая степень гомогенности. В Белой Слуде обнаружена экстремально высокая частота типичной для Европы Y-хромосомной гаплогруппы I — 50 %, а в близкой к ней Красноборской популяции её частота достигает 25,3 %, в то же время в популяции Пинега (Нюхча) она составляет 5,3 % и не обнаружена в популяции Мезень в Лешуконском районе. Y-хромосомная гаплогруппа N1c1 в Белой Слуде достигает 28,6 %, R1a — 18 %, Е — 3,6 %.

## Состав сельского поселения
В состав сельского поселения входят 44 населённых пункта:
| №  | Населённый пункт      | Тип     | Население |
| -- | --------------------- | ------- | --------- |
| 1  | Алексеевская          | деревня | →0        |
| 2  | Белослудский Погост   | деревня | →0        |
| 3  | Березник              | деревня | →0        |
| 4  | Бобровская            | деревня | ↘2        |
| 5  | Большая Слудка        | деревня | ↘408      |
| 6  | Большое Сокольниково  | деревня | ↘0        |
| 7  | Большое Шипицыно      | деревня | ↗1        |
| 8  | Васильевская          | деревня | ↗9        |
| 9  | Вершина               | деревня | ↘80       |
| 10 | Выставка из Кузнецова | деревня | →0        |
| 11 | Грибановская          | деревня | ↘4        |
| 12 | Давыдково             | деревня | ↘2        |
| 13 | Демидовская           | деревня | ↘3        |
| 14 | Ереминская            | деревня | ↗1        |
| 15 | Захаровская           | деревня | →0        |
| 16 | Золотиловская         | деревня | ↘4        |
| 17 | Ивакинская            | деревня | ↘2        |
| 18 | Изосимово             | деревня | ↘5        |
| 19 | Карповская            | деревня | →0        |
| 20 | Красавино             | деревня | ↗2        |
| 21 | Кузнецово             | деревня | ↘2        |
| 22 | Малая Слудка          | деревня | ↘6        |
| 23 | Митинская             | деревня | ↘17       |
| 24 | Наезжая Пашня         | деревня | →0        |
| 25 | Новинки               | деревня | →0        |
| 26 | Окуловская            | деревня | →0        |
| 27 | Относная              | деревня | ↘1        |
| 28 | Пифелево              | деревня | ↘5        |
| 29 | Плакуново             | деревня | ↘0        |
| 30 | Романиха              | деревня | →0        |
| 31 | Саулинская            | деревня | →0        |
| 32 | Семунинская           | деревня | ↘1        |
| 33 | Сенькинская           | деревня | ↘2        |
| 34 | Сидоровская           | деревня | ↘0        |
| 35 | Среднее Шипицино      | деревня | →0        |
| 36 | Степановская          | деревня | →0        |
| 37 | Суковесовская         | деревня | ↗3        |
| 38 | Толша 1-я             | деревня | ↘47       |
| 39 | Толша 2-я             | деревня | ↘3        |
| 40 | Федоровская           | деревня | ↘5        |
| 41 | Фоминская             | деревня | ↘5        |
| 42 | Цивозерский Погост    | деревня | ↘2        |
| 43 | Чупровская            | деревня | →0        |
| 44 | Якимовская            | деревня | ↘3        |

## Экономика

### Сельское хозяйство
Мясо-молочное животноводство, производство картофеля и овощей.
Хозяйство:
- «Дружба» (д. Большая Слудка)

## Достопримечательности
«Столица Белого гриба» — в 2007 году в селе Белая Слудка прошёл первый «праздник Белого гриба»